# Kaptānganj
Kaptānganj är en ort i Indien.   Den ligger i distriktet Kushinagar och delstaten Uttar Pradesh, i den nordöstra delen av landet, 700 km öster om huvudstaden New Delhi. Kaptānganj ligger 94 meter över havet och antalet invånare är 12 299.
Terrängen runt Kaptānganj är mycket platt. Runt Kaptānganj är det mycket tätbefolkat, med 1 095 invånare per kvadratkilometer. Närmaste större samhälle är Rāmkola, 12,6 km öster om Kaptānganj. Trakten runt Kaptānganj består till största delen av jordbruksmark.